# آزونکس
آزونکس یا آزوناکس پزشک و روان‌شناس دوران اشکانیان بود.